# Ričardas Sargūnas
Ričardas Sargunas (ur. 1 września 1954 w Wiłkomierzu) – litewski polityk. Poseł na Sejm Republiki Litewskiej.
W 1977 roku ukończył z wyróżnieniem Instytut Budownictwa Inżynieryjnego na Wydziale Mechanicznym (obecnie Wileński Uniwersytet Techniczny im. Giedymina) na kierunku inżynier-ekonomista. W 1987 uzyskał kwalifikacje trenera na Litewskim Państwowym Instytucie Wychowania Fizycznego (obecnie Litewski Uniwersytet Sportowy).
W latach 1977–1994 obejmował stanowisko zastępcy dyrektora ds. Handlu, inżyniera-technologa w State Motor Vehicle Company w Oniksztach. Następnie w 1994 został dyrektorem w UAB Antransas, a w 2004 roku został gubernatorem okręgu Utena.
W 2012 przyjął propozycję kandydowania do Sejmu z ramienia Partii Pracy. W wyborach w 2012 uzyskał mandat posła na Sejm Republiki Litewskiej.